# سيساماوية
السيساماوية (الاسم العلمي: Antirrhineae) هي قبيلة من النباتات تتبع الفصيلة الحملية من رتبة الشفويات.

## أجناس السيساماوية
- فم السمكة
- السيسم